# Rudy Carrié
Rudy Carrié (Luján, Buenos Aires, Argentina; 29 de noviembre de 1937- Brasil; 1 de septiembre de 2023) fue un actor de cine, teatro y televisión y recitador argentino. Fue el segundo esposo de la actriz Susana Campos.

## Carrera
En televisión se inició en 1960 en ciclos como Obras maestras del terror. Luego vinieron otros destacados proyectos en programas y ficciones como Quinto año nacional, Teleteatro Palmolive-Colgate del aire, Teatro como en el teatro, Alta comedia, Mi amigo Andrés, Mi dulce enamorada, Rosa de lejos, Los especiales de ATC, Con pecado concebidas, Los que no debían amarse e Historias de una gran ciudad, entre otros. En España grabó los teleteatros Miguel Servet (La sangre y la ceniza) y Antônio Alves, Taxista.
En teatro se destacó en Mis hijos y yo, Nada de mujeres, Atiendo viudas, Pijama de seda, Violines y trompetas, Facundo de ciudadela  y la española Cordelia Brasil. 
Dueño de una voz característica para narrar poesías y cuentos, trabajó en cine como locutor y narrador entre 1964 y 1965 de los cortometrajes La tierra quema, Pictografías del Cerro Colorado y 'Ceramiqueros de Traslasierra. Ya como actor, en 1962 actúa en Dar la cara con dirección de José A. Martínez Suárez, protagonizada por Leonardo Favio. En 1979 trabajó en la película dirigida por Enrique Carreras, Los drogadictos, protagonizada por Mercedes Carreras, Graciela Alfano, Myriam de Urquijo y Juan José Camero. En España filma la película Romanza final de la mano de José María Forqué, con José Carreras y Sydne Rome.
El actor Rudy Carrié murió el viernes 1 de setiembre de 2023 a los 85 años en Brasil, país donde residió en los últimos años. Estuvo casado por varios años con la actriz Susana Campos con quien tuvo una hija llamada María Morena.

## Filmografía
- 1986: Romanza final
- 1979: Los drogadictos
- 1965: Ceramiqueros de Traslasierra (cortometraje)
- 1965: Pictografías del Cerro Colorado (cortometraje)
- 1964: La tierra quema (cortometraje)
- 1962: Dar la cara

## Televisión
- 1996: Antônio Alves, Taxista
- 1994: Tres minas fieles
- 1993: Con pecado concebidas
- 1989: Miguel Servet (La sangre y la ceniza)
- 1982: Todos los días la misma historia
- 1981: Los especiales de ATC
- 1980: El 316
- 1980:Historias de la gran ciudad
- 1980: Proceso a Jesús
- 1980: Rosa de lejos
- 1973: Y perdónanos nuestras deudas
- 1973: Mi amigo Andrés
- 1973: Mi dulce enamorada
- 1972: Alta comedia
- 1971: Así en la villa como en el cielo
- 1970: El hombre que me negaron
- 1970: Un peligroso juego de amor
- 1970: La comedia de los martes
- 1969: Abelardo Pardales
- 1968: Los que no debían amarse
- 1967: Mis hijos y yo
- 1966: Quinto año nacional
- 1966: Teatro como en el teatro
- 1964: Mi querido sobrino
- 1963: Dos a quererse
- 1963: Teleteatro Palmolive-Colgate del aire
- 1960: El hacha de oro
- 1960: Obras maestras del terror

## Teatro
- Mis hijos y yo.
- Nada de mujeres.
- Atiendo viudas.
- Pijama de seda.
- Violines y trompetas.
- Camino negro.
- Crímenes delicados con Laura Moscovich y Mirta Busnelli.
- Facundo en la Ciudadela. Con Miguel Bebán, Milagros de la Vega, Hilda Suárez, Idelma Carlo, María Elina Rúas, José María Gutiérrez, Julio De Grazia, Mario Giusti, Fernando Labat, Jorge Rivera López, Juan José Edelman, Ariel Absalón, Guillermo Bredeston, Jorge Villalba, Santángelo y Alejandro Anderson. Estrenado en el Teatro Nacional Cervantes[9]
- El farsante.
- Navidad con los Cupiello. Junto a Eva Franco, Darío Vittori, Adolfo Linvel, Mabel Landó, Mario Pocoví, Juan Alverti, Corrado Corradi, Javier Portales y Margarita Luro.
- Cordelia Brasil.